# 塞峰
47°40′41″N 14°18′3″E / 47.67806°N 14.30083°E

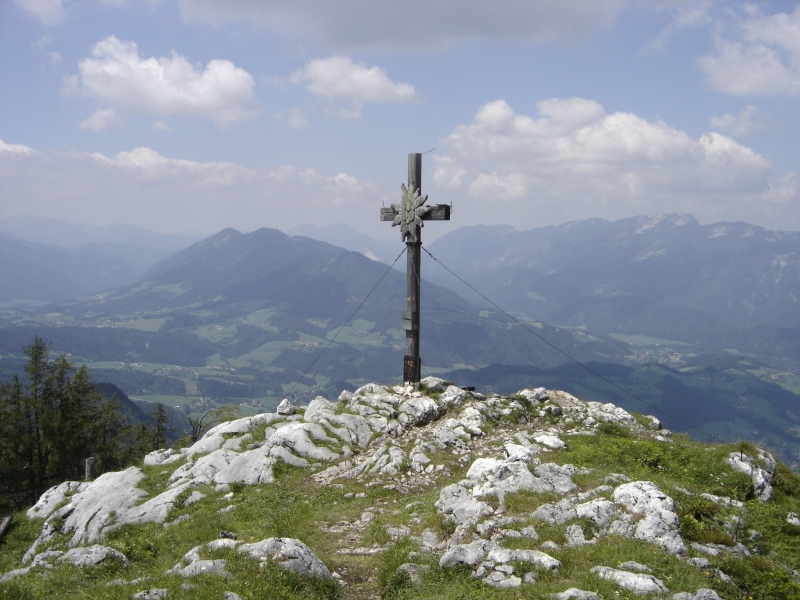

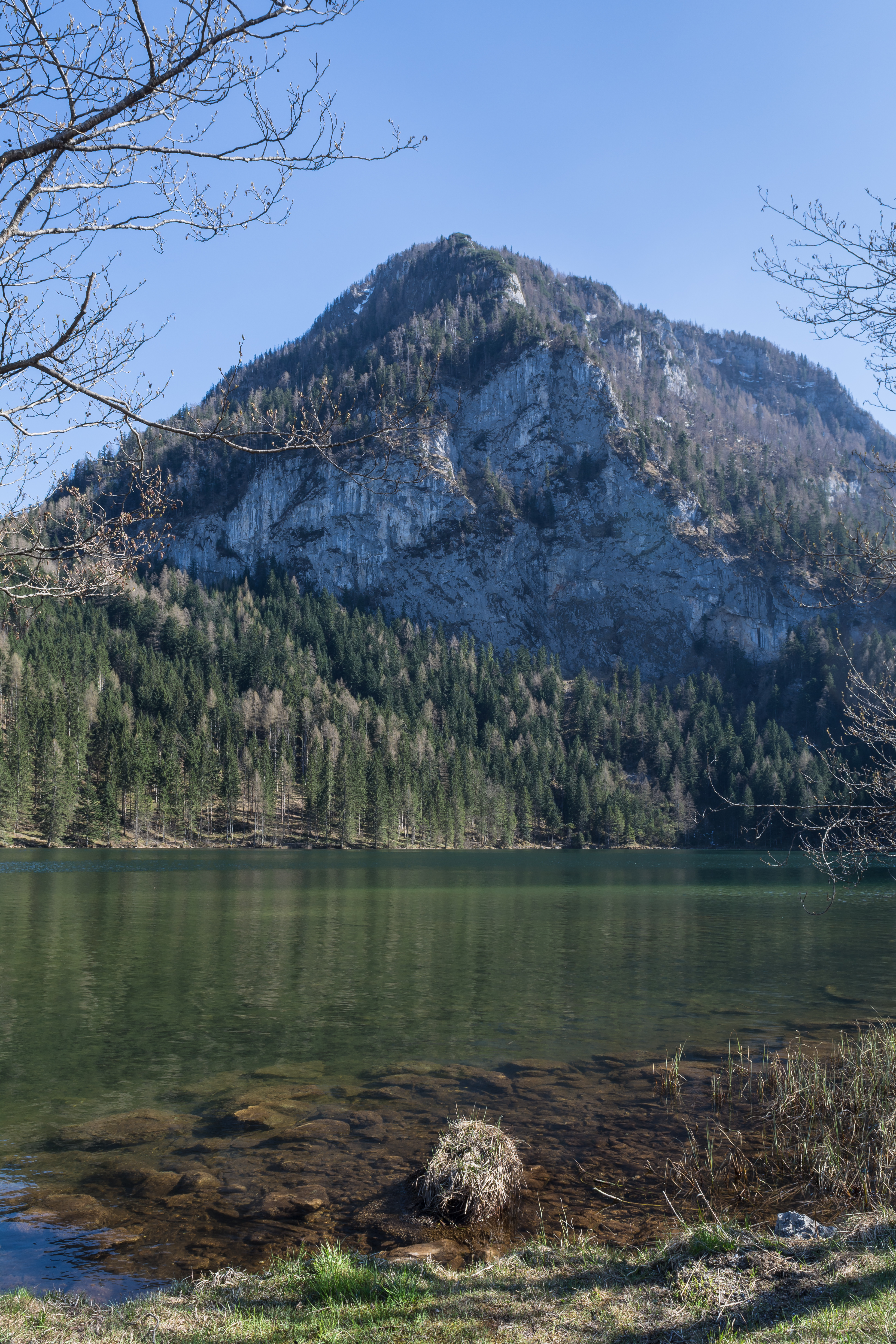

塞峰（德語：Seespitz），是奧地利的山峰，位於該國北部，由上奧地利州負責管轄，屬於托特斯山脈的一部分，該山峰海拔高度1,574米，山體由石炭岩組成。